# Jürgen Reil
Jürgen "Ventor" Reil (26 de junho de 1966) é o baterista da banda alemã de thrash metal Kreator. Ele é considerado um baterista técnico e especialista em pedal duplo. No inicio da banda Kreator ele tocava a bateria e cantava como vocal principal em algumas músicas. Umas das características de Ventor é a velocidade extrema com qual mete no bumbo duplo.

## Discografia
com Kreator
- Endless Pain (1985)
- Pleasure to Kill (1986)
- Terrible Certainty (1987)
- Extreme Aggression (1989)
- Coma of Souls (1990)
- Renewal (1992)
- Outcast (1997)
- Endorama (1999)
- Violent Revolution (2001)
- Enemy of God (2005)
- Hordes of Chaos (2009)
- Phantom Antichrist (2012)